# Halldór Orri Björnsson
Pour les articles homonymes, voir Björnsson.
Halldór Orri Björnsson est un footballeur islandais né le 2 mars 1987. Il joue au poste de milieu de terrain pour le club suédois de Falkenbergs FF.

## En club
Halldór joue son premier match avec Stjarnan dès 2004, en seconde division. Il retrouve l'équipe première en 2006, qu'il ne quittera plus qu'en de très rares occasions. 
Halldór fait en effet preuve d'une exceptionnelle régularité puisqu'il ne manque que cinq matchs de championnat en sept saisons entre 2007 et 2013. Ainsi, il participe activement à la remontée du club de Garðabær en Úrvalsdeild en 2009.
Il est prêté en février 2010 au club allemand du SC Pfullendorf, en quatrième division. Il est de retour à Stjarnan en mai, après sept apparitions sous le maillot allemand. Il revient de fait juste à temps pour le début de championnat islandais.
En effet, en Islande, la saison se déroule au printemps et en été. Les mois précédents sont réservés à la Lengjubikarinn, la Coupe de la ligue, qui est une sorte de tournoi d'avant-saison.
Finalement, après dix ans passé à Stjarnan, Halldór découvre l'Allsvenskan en 2014 via un transfert à Falkenbergs FF.

## En sélection
Halldór Björnsson débute avec l'Islande lors d'un match amical face au Japon le 24 février 2012. Les nippons s'imposent sur le score de 3 buts à 1.
Il mettra plus de deux ans avant de reporter le maillot de sa sélection, puisqu'il doit attendre juin 2014 et un match face à l'Estonie (remporté 1-0) pour honorer sa deuxième cape. 